# Hans Leutenegger
Hans Leutenegger   (Bichelsee, 16 de gener de 1940) fou un pilot de bob suís que va competir durant la dècada de 1970.
El 1972 va prendre part en els Jocs Olímpics d'Hivern de Sapporo, on guanyà la medalla d'or en la prova de bobs a quatre del programa de bob. Formà equip amb Jean Wicki, Edy Hubacher i Werner Camichel.
Posteriorment es dedicà al ram de la construcció amb una empresa pròpia i va fer d'actor en diverses pel·lícules, com ara Kommando Leopard (1985), on treballà junt a Klaus Kinski.